# Reto Giger
Reto Giger (ur. 5 sierpnia 1991) – szwajcarski siatkarz, grający na pozycji rozgrywającego. 

## Sukcesy klubowe
Mistrzostwo Szwajcarii:
- 2023[3], 2024[4]
- 2014, 2017, 2018, 2025[5]
- 2013, 2021, 2022

## Nagrody indywidualne
- 2016: MVP Superpucharu Szwajcarii